# Den russisk-tyrkiske krig (1877-1878)
|  | For oversigt over alle krigene mellem de to imperier, se De russisk-tyrkiske krige |
Den russisk-tyrkiske krig 1877-78 havde baggrund i det Russiske Kejserriges ønske om adgang til Middelhavet og erobre Balkanhalvøen fra det Osmanniske Rige. Bulgarien og Serbien så krigen som begyndelsen til deres uafhængighed.
Krigen gav også Kongeriget Rumænien mulighed for at fuld uafhængighed. Selv om det – i modsætning til andre lande på Balkan – ikke havde været en del af Det Osmanniske Rige – var det stadig officielt under osmannisk herredømme. Derfor benævnes krigen i rumænske historiebøger som den rumænske uafhængighedskrig.
Under krigen støttede de vestlige stormagter den osmanniske side, fordi de ikke ønskede, at Rusland skulle have større magt. Sammen lykkedes det dem at begrænse den russiske fremgang, men krigen resulterede i langvarig uro på Balkan. Fredsaftalen blev underskrevet i San Stefano (nu Yeşilköy i nærheden af Istanbul) den 3. marts 1878, og det Osmanniske Rige accepterede i Rumæniens, Bulgariens, Serbiens og Montenegros uafhængighed.
De øvrige europæiske stormagter var utilfredse med San Stefano-traktaten, som russerne havde dikteret tyrkerne. De frygtede, at den kunne medføre, at russerne ville få stor indflydelse i området. Østrig-Ungarn inviteredes derfor til en kongres i Berlin i juni 1878 under ledelse af den preussiske ministerpræsident og tyske rigskansler Otto von Bismarck. Kongressen vedtog Berlin-traktaten 1878, og bestemmelserne i den ophævede traktaten fra San Stefano.